# Место преступления (фильм, 1986)
«Место преступления» (фр. Le Lieu du crime) — французский фильм режиссёра Андре Тешине, вышедший на экраны в 1986 году.
Фильм рассказывает историю распадающейся семьи в сельской Франции, целостность которой окончательно рушится с появлением беглого преступника. Несмотря на название, этот фильм представляет собой не столько криминальный триллер, сколько семейно-психологическую драму, в центре которой находятся вопросы подавления и свободы личности. 13-летний подросток оказывается в окружении двух типов людей — одних устраивает подавляющая человеческую личность тихая буржуазная среда, а другие выше буржуазного комфорта ценят свободу и удовлетворение собственных страстей, даже если это связано с преступлением.
В 1986 году фильм был включён в конкурсную программу Каннского кинофестиваля, а в 1987 году за игру в этом фильме Даниель Дарье была номинирована на премию Сезар как лучшая актриса второго плана.

## Сюжет
Действие происходит в небольшом французском городке недалеко от испанской границы. 13-летний Тома (Николя Жироди), собирая цветы на кладбище, натыкается на сбежавшего из тюрьмы преступника, которого зовут Мартин (Вадек Станчак). Мартин требует, чтобы мальчик принес ему денег на железнодорожный билет.
Тома направляется домой, думая, как раздобыть деньги. Родители мальчика — Морис (Виктор Лану) и Лили (Катрин Денев) — разведены, но живут поблизости друг от друга. Морис — бизнесмен и сторонник буржуазного образа жизни, он по-своему пытается участвовать в воспитании сына, рассчитывает вернуть Лили и принуждает её к интимной близости, угрожая лишить опеки над сыном. Лили после развода наконец почувствовала себя свободной, вырвавшись из оков буржуазной жизни. Она открыла молодежную дискотеку на местном водоеме, и большую часть времени занимается её управлением. В своё время она вышла замуж за Мориса по настоянию матери, но со временем духовно отдалилась от мужа и даже возненавидела его. Лили не очень заботится о сыне, хотя между ними существует определенный эмоциональный контакт. Тома учится в католической школе-интернате и на выходные приезжает в дом бабушки, матери Лили (Даниель Дарье), которая пытается объединить всех в единую семью. Её муж и дедушка Тома (Жан Буске) давно устал от семейных проблем и единственное, что его волнует — это работа на тракторе в поле и рыбалка в свободное время.
На следующий день Тома ожидает причастие. Духовный наставник в школе говорит Лили, что у мальчика серьезные проблемы с поведением, он ни с кем не дружит, постоянно придумывает всякие небылицы и обманывает педагогов, и стал заметно хуже учиться, особенно, после развода родителей. Возможно, будет поставлен опрос о его исключении из школы. Тем временем Тома крадет деньги у Лили, но видя её расстроенное состояние, возвращает деньги на место и сознается в краже. Затем он предпринимает ещё несколько попыток достать деньги у родственников, и в итоге ему удается выклянчить их у угрюмого деда, который хочет только того, чтобы ему не мешали заниматься рыбалкой.
Когда Тома возвращается, чтобы дать Мартину деньги, его сообщник, Люк (Жан-Клод Адлен), решает, что мальчик слишком много знает и душит его. Тома теряет сознание, но Мартин спасает жизнь мальчику, убивая своего сообщника. После убийства Люка, Мартин идет в дискотеку Лили, откуда звонит подруге Алисе, а затем напивается до потери чувств. Лили увлечена Мартином с первого взгляда. Она не требует с него денег, помогает добраться до местной гостиницы и устроиться там на ночлег. Когда Лили приезжает домой, Тома рассказывает ей историю, случившуюся с ним на кладбище, выдавая её за свой сон, но она понимает, что это произошло на самом деле, а заключенный — это парень, с которым она только что рассталась в гостинице.
Бабушка всеми силами пытается сплотить семью. В честь причастия Тома она собирает за праздничным столом всех родственников, включая Мориса и Лили, надеясь на их воссоединение в такой торжественный день. Сидя за столом в присутствии своего школьного наставника, Тома говорит, что его заветным желанием было бы, чтобы на его школу упала бомба.
В город приезжает Алиса (Клер Небу), подруга детства и любовница как Мартина, так и Люка, у неё есть оружие и дорогая спортивная машина, на которой она планирует бежать с ними в Испанию, а оттуда — в марокканский Танжер, где их никто не найдет. Неохотно Мартин рассказывает ей, что убил Люка, после чего они хоронят Люка, укладывая его тело в открытый гроб на кладбище. Это видит Лили, но Мартин дает ей уйти, а сам уезжает из города вместе с Алисой. Однако на первой же остановке Мартин решает вернуться назад, приезжает в город и находит Лили. Между ними вспыхивает любовная страсть, и Лили решает бежать вместе с Мартином. Перед побегом Лили рассказывает об этом матери, но несмотря на её протесты, не собирается менять своего решения.
В интернате наставник Тома (которому мальчик исповедовался) показывает ему новость в газете о двух сбежавших преступниках и пытается заставить его рассказать все, что он знает, властям. Той же дождливой ночью Тома сбегает из интерната, приходит домой и видит, что его мать занимается любовью с Мартином. Тома убегает, а когда Мартин выскакивает вслед за ним во двор, то сталкивается лицом к лицу с Алисой. Вернувшаяся в город Алиса из ревности и отчаяния, что все её планы рухнули, стреляет в Мартина, после чего кончает жизнь самоубийством, разбиваясь в автомобиле о стену здания.
На следующее утро Лили едет поведать Тома, который находится у отца, но Морис разрешает ей только взглянуть на него, но не общаться. Позднее в полицейском участке Лили рассказывает о своих отношениях с Мартином и о том, что она помогала ему, что приводит к выдвижению обвинений против неё. Её увозят из деревни в полицейской машине. Тома катается на велосипеде.

## В ролях
- Катрин Денёв — Лили
- Вадек Станчак — Мартин
- Николя Жироди — Тома
- Даниель Дарье — бабушка
- Виктор Лану — Морис
- Жан-Клод Адлен — Люк
- Жан Буске — дедушка
- Клер Небу — Алиса